# Église de Kungsholm
L'église de Kungsholm (en suédois : Kungsholms kyrka) est une église située dans le quartier de Kungsholmen à Stockholm en Suède,,.  

## Architecture
L'église est une église cruciforme. 
Lorsque la paroisse de Kungsholm fut fondée en 1671, les services religieux étaient célébrés dans un petit bâtiment en bois. 
Mais en 1672, l'architecte Mathias Spieler, gendre de Jean de la Vallée, commence les travaux de construction de l'église,. 
Après que Charles XI eut donné des fonds importants pour la construction, les fondations furent posées le 10 mai 1673 sous la direction du maître maçon Mårten Hack.
En raison de complications financières et de conflits, la construction s'arrêta en 1676. 
À peine dix ans plus tard, en 1685, la construction reprit. 
L'église a été consacrée par l'archevêque Olof Svebilius le dimanche 2 décembre 1688 en présence du couple royal Charles XI et Ulrique-Éléonore, de la reine douairière Edwige-Éléonore de Holstein-Gottorp et de tout le conseil royal,. 
Cependant, l'intérieur de l'église était à moitié terminé et la voûte manquait.
Un tombeau dans le transept sud-est a été construit à la fin des années 1730 pour l'éminent marchand de Stockholm Hans Lenman (1683–1739), marié à Märta Kohl (1691–1734). Pour des raisons financières, il fallut attendre 1757 pour que la voûte de l'église soit achevée. Un escalier en pierre a été construit entre 1792 et 1794 à la porte sud de l'église. L'architecte était Jean Eric Rehn.
En 1810, le clocher de l'église fut construit selon les plans de Per Wilhelm Palmroth. 
La partie inférieure de la tour est construite en brique et décorée de pilastres. Au-dessus se trouve un dôme octogonal recouvert de cuivre, qui soutient la lanterne où sont suspendues les cloches - la grande cloche, la cloche du milieu et la cloche du prêtre. L'ancien clocher des années 1670, situé dans le coin nord-ouest du cimetière, a été démoli lors de l'achèvement du clocher de l'église.
En 1835, le chœur funéraire Westinska a été construit pour le tanneur Johan Westin le Jeune, à côté du chœur funéraire Lenmanska. Hans Lenman était un marchand à Stockholm au début du XVIIIème siècle. 
Johan Westin le Jeune était le fils de l'homme politique Johan Westin l'Ancien. Jacob Westin l'Ancien et Jacob Westin le Jeune sont également enterrés dans le chœur funéraire de Westinska.
D'importantes restaurations ont eu lieu en 1954-1956, lorsque des tentatives ont été faites pour redonner à l'église son caractère carolingien, et en 1995-1997.
Les 23 fenêtres carolingiennes originales de l'église ont disparu lors de la restauration en 1882. Lors de la reconstruction de 1954-1956, elles ont été retrouvées et reconstruites, et 20 d'entre elles donnent à l'église sa lumière jaune dorée. Elles sont toutes uniformément composées : sous une couronne, un texte biblique, le nom du donateur et l'année 1688.
Le baptistère est une œuvre de l'un des plus grands sculpteurs de l'époque, Caspar Schröder (sv). Aux quatre coins se trouvent les quatre évangélistes et leurs symboles : Matthieu et l'ange, Marc et le lion, Luc et le bœuf, et Jean et l'aigle. 
Sur le couvercle des fonts baptismaux se trouve le Christ entouré d'enfants. 
Le baptistère a été donné à l'église en 1707. 
Le clocher avec le dôme n'a été ajouté qu'en 1810.

## Galerie

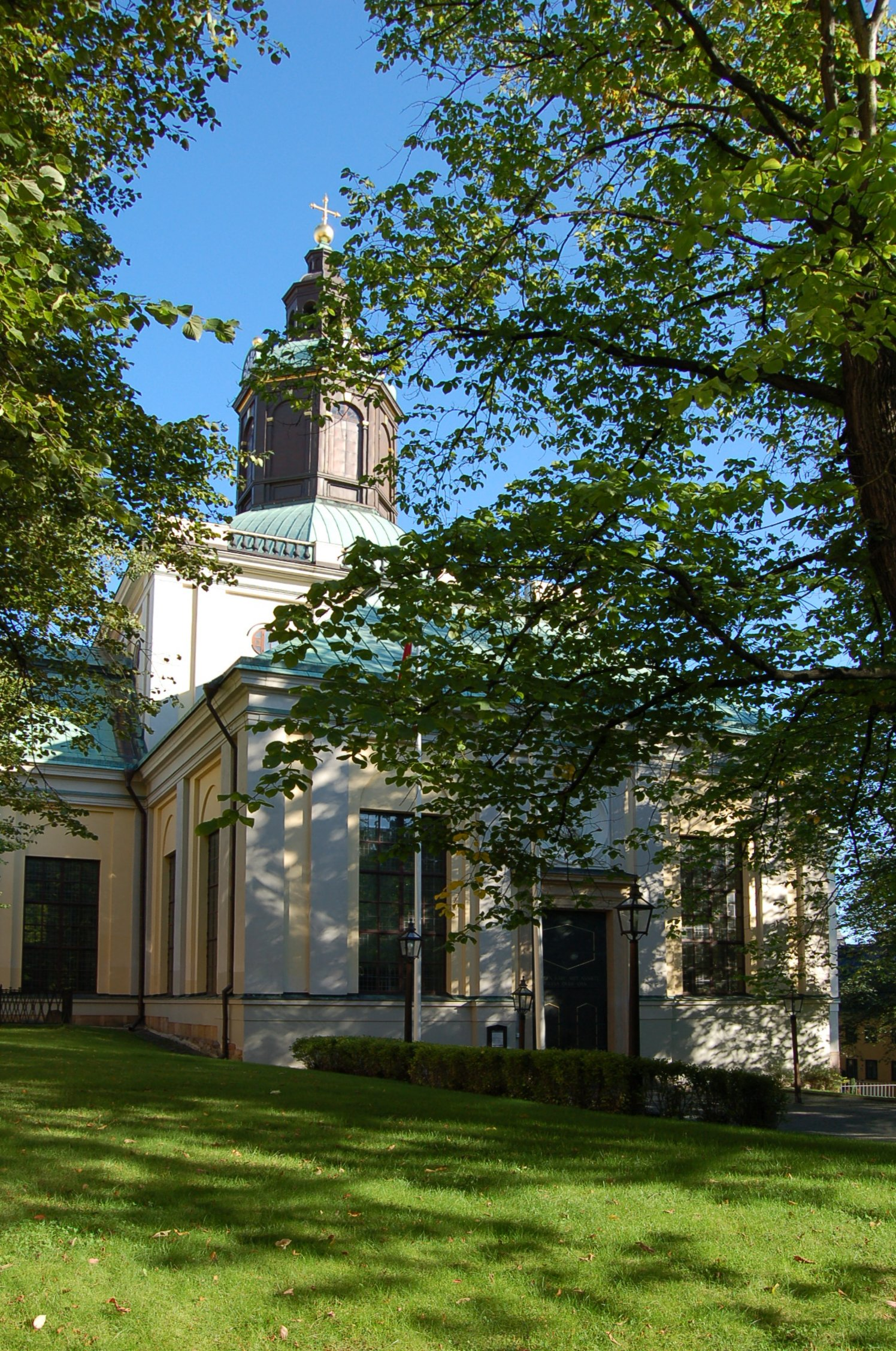
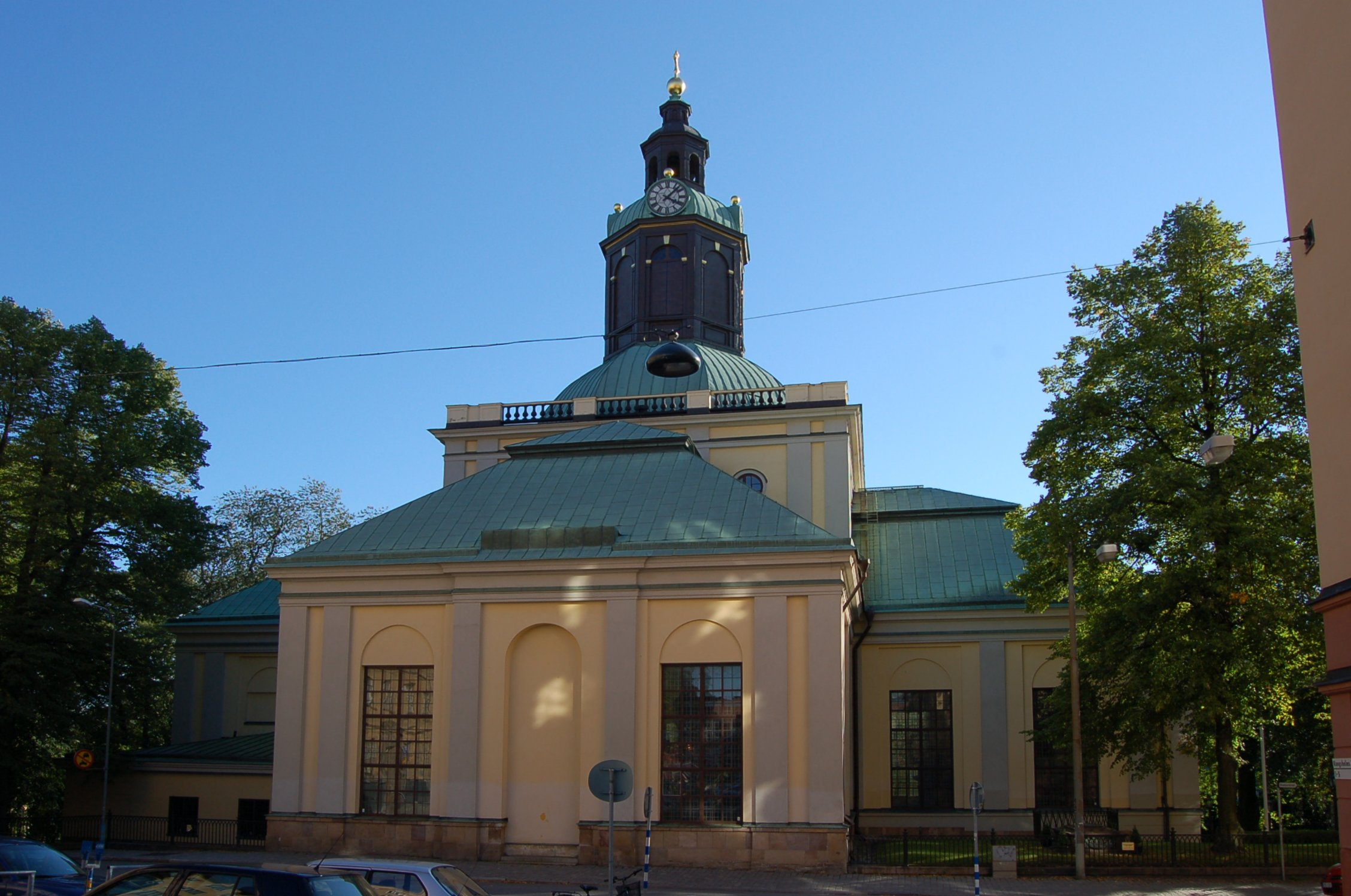
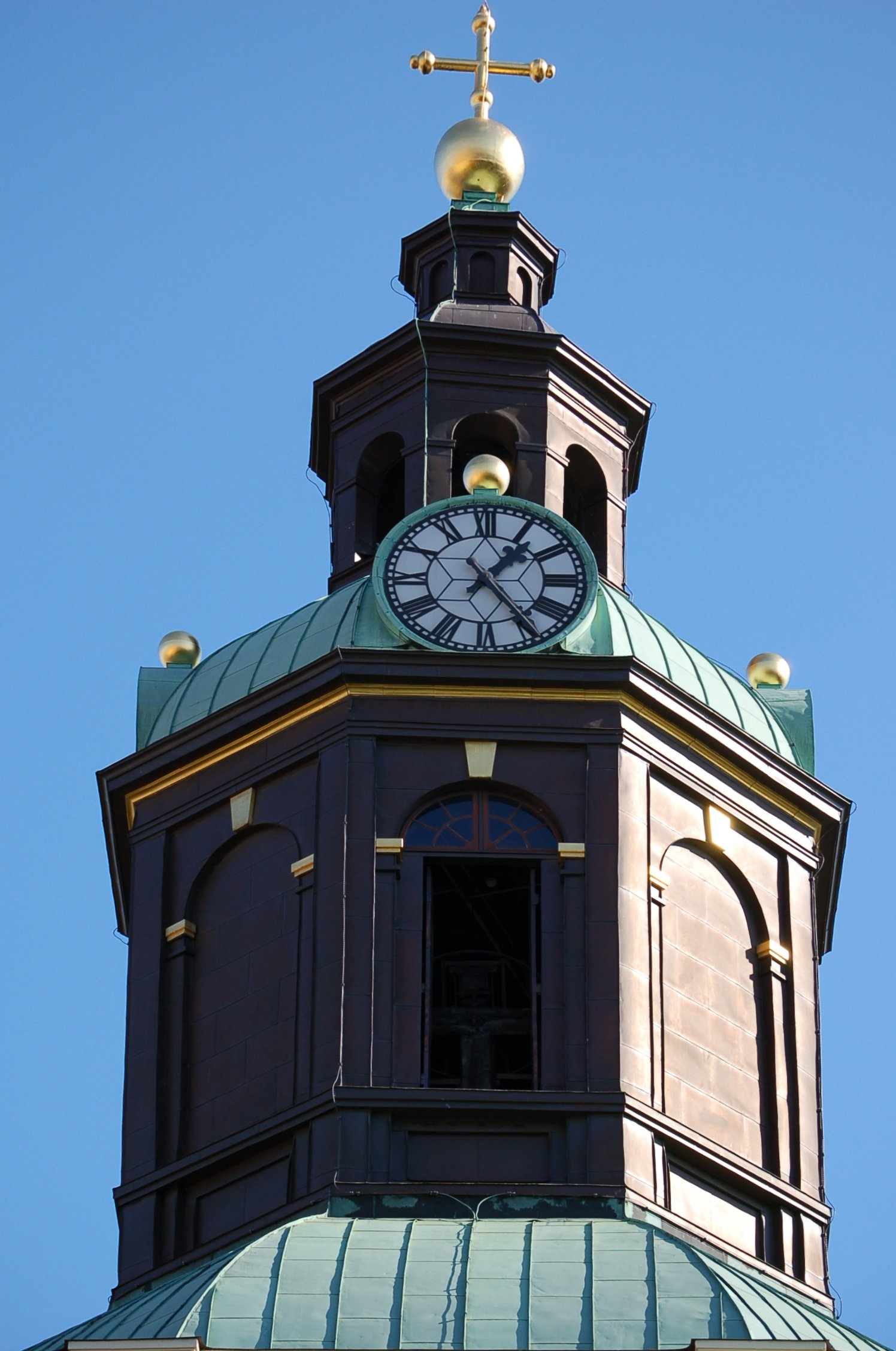
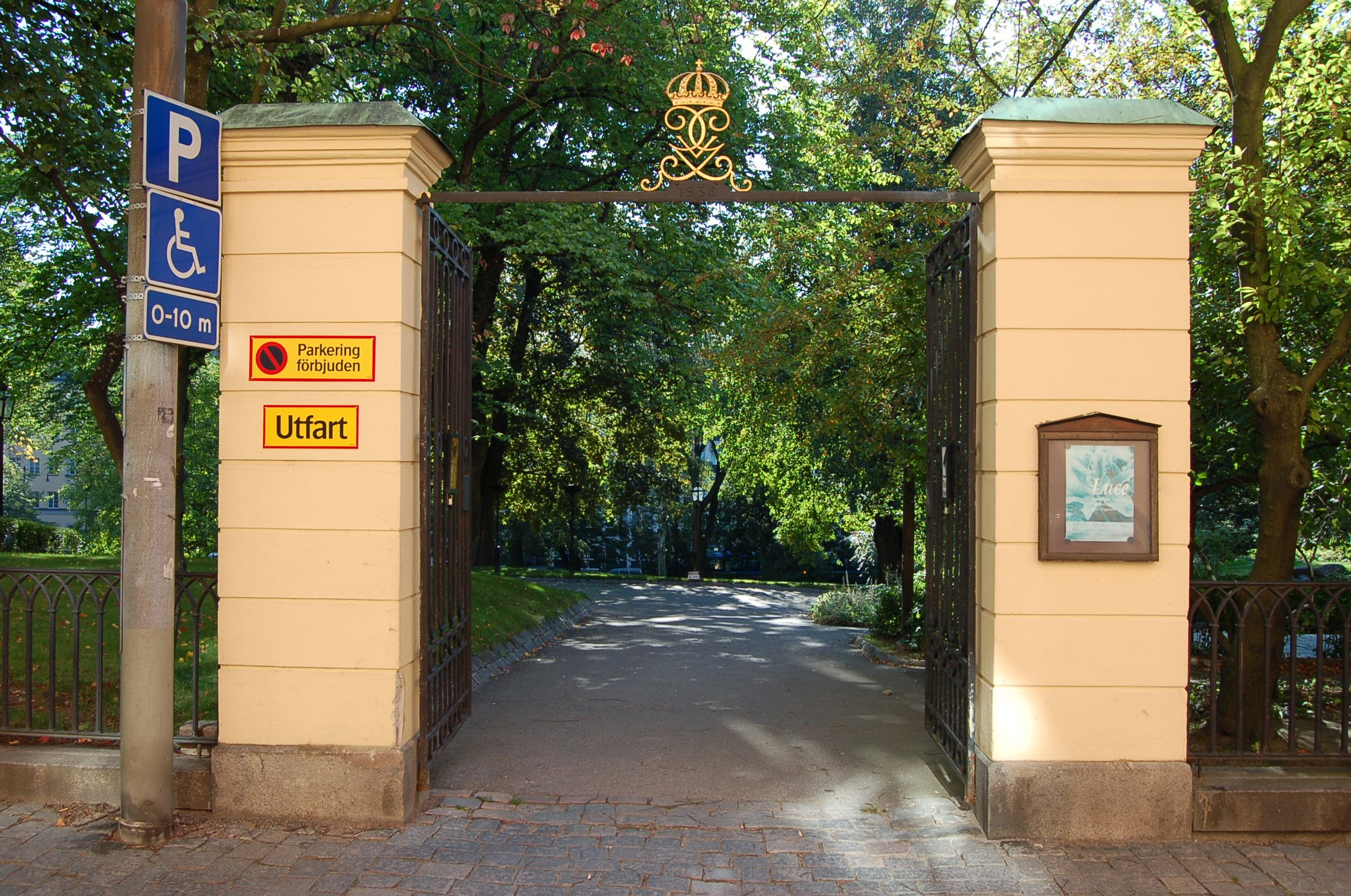
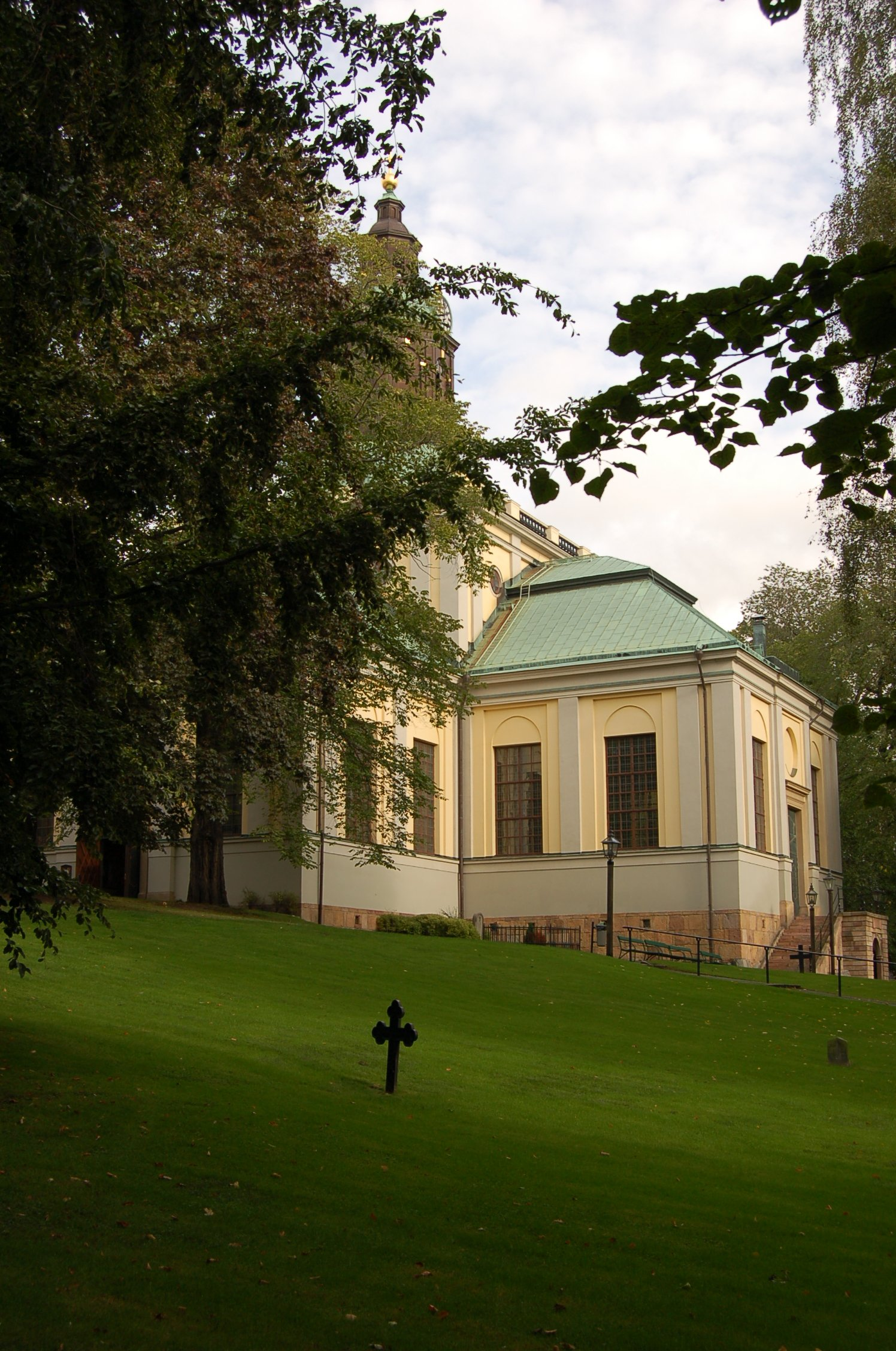

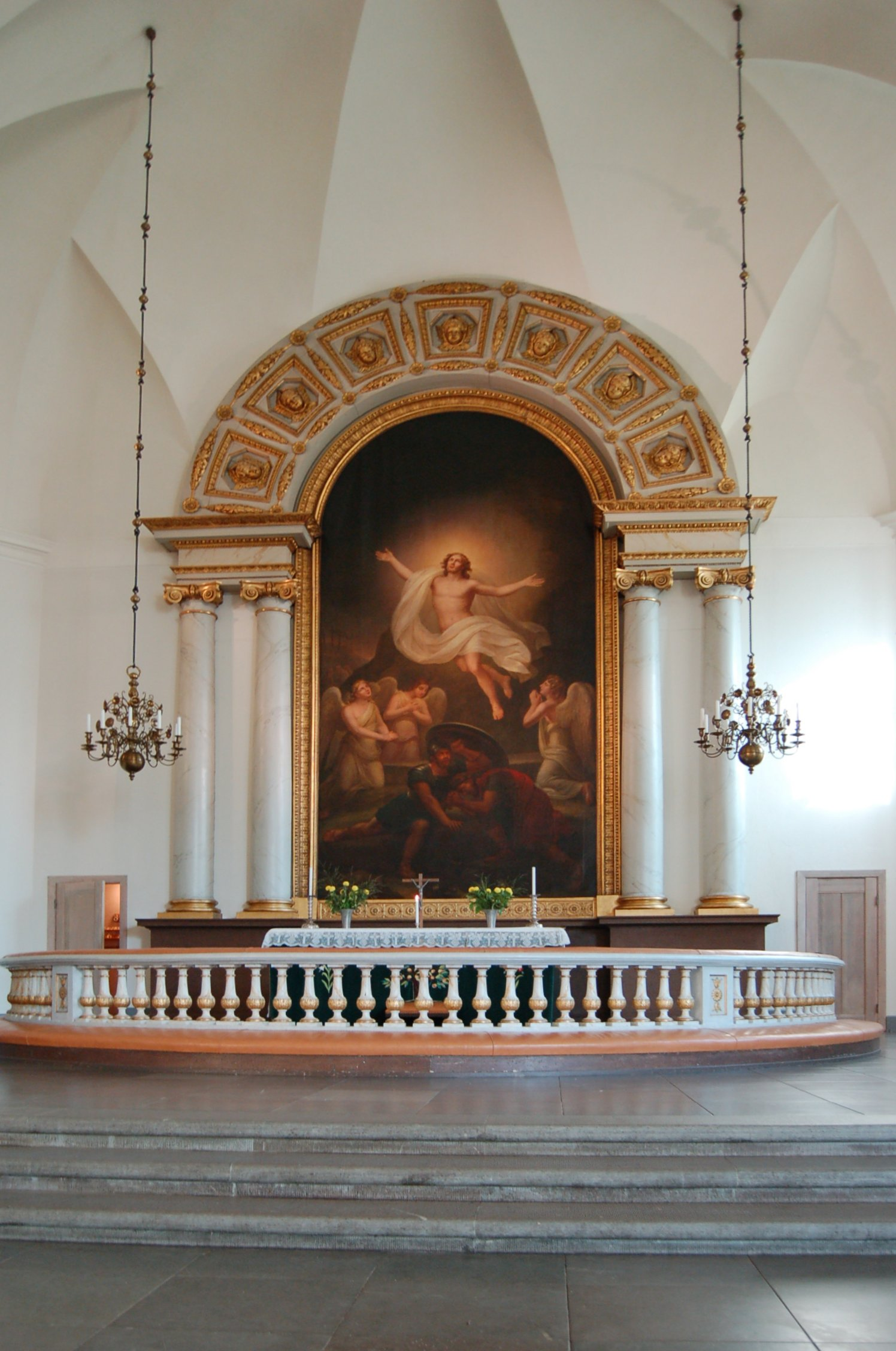
Autel.
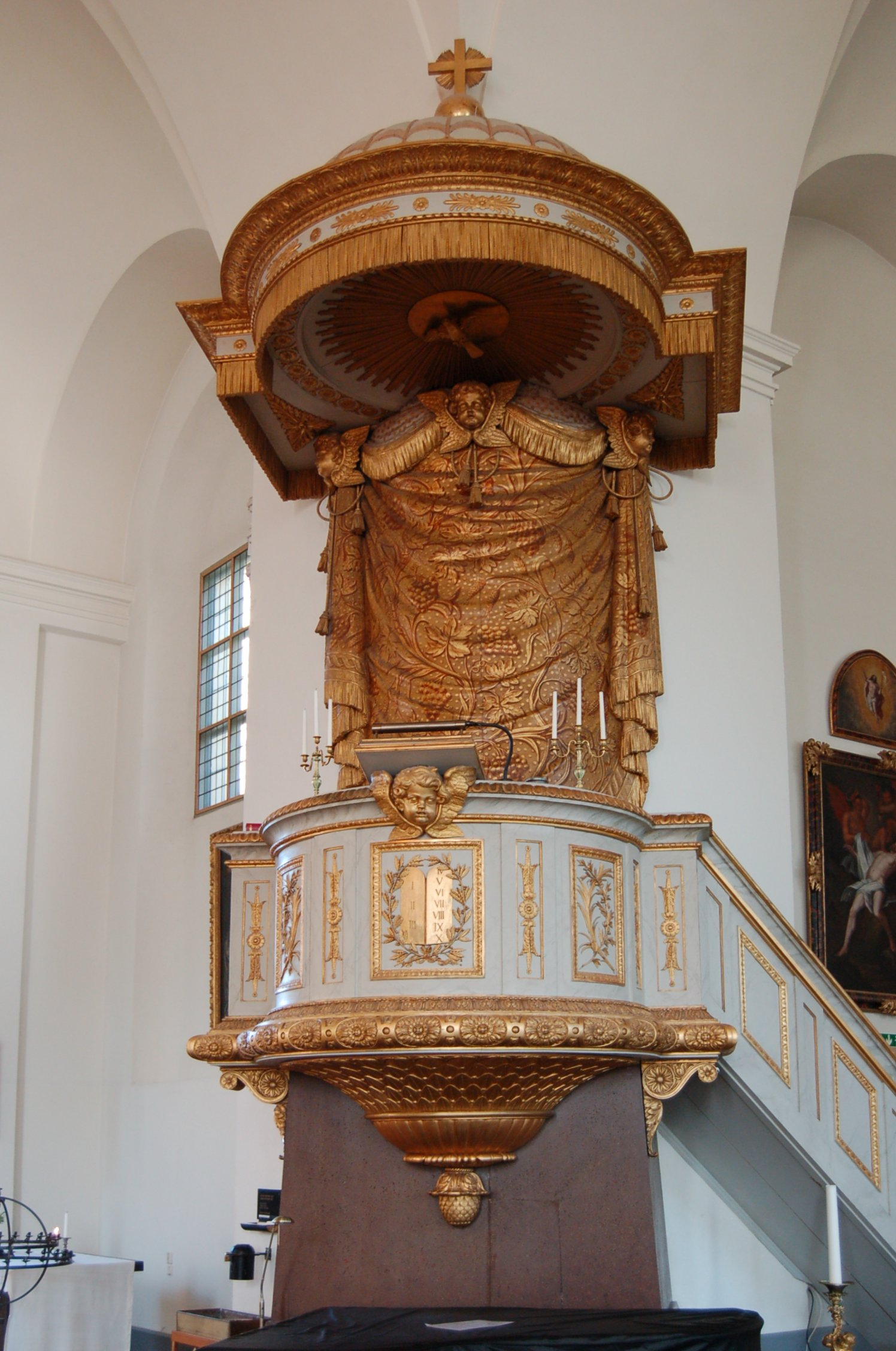
Chaire.
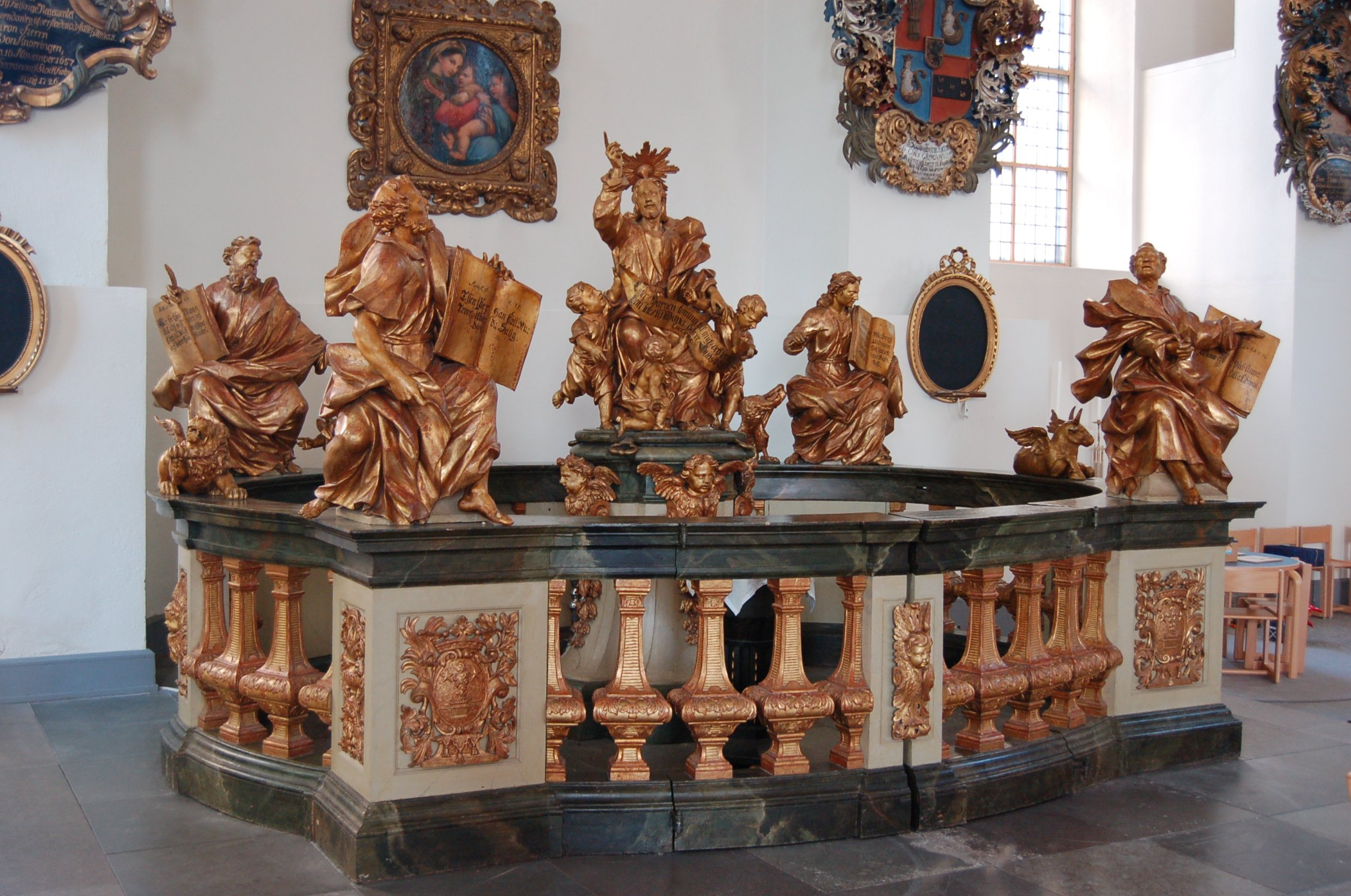
La chapelle baptismale.
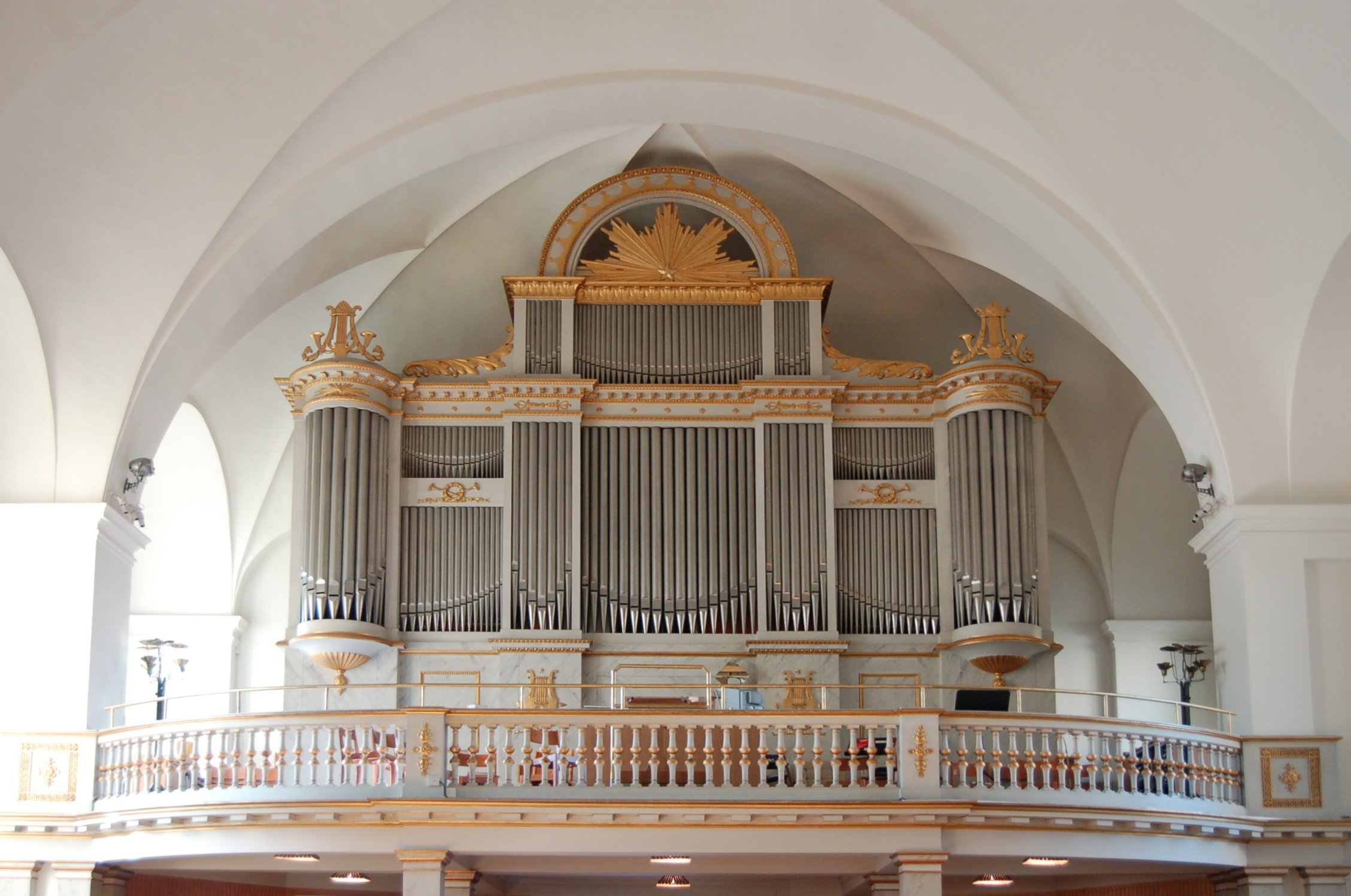
L'orgue.
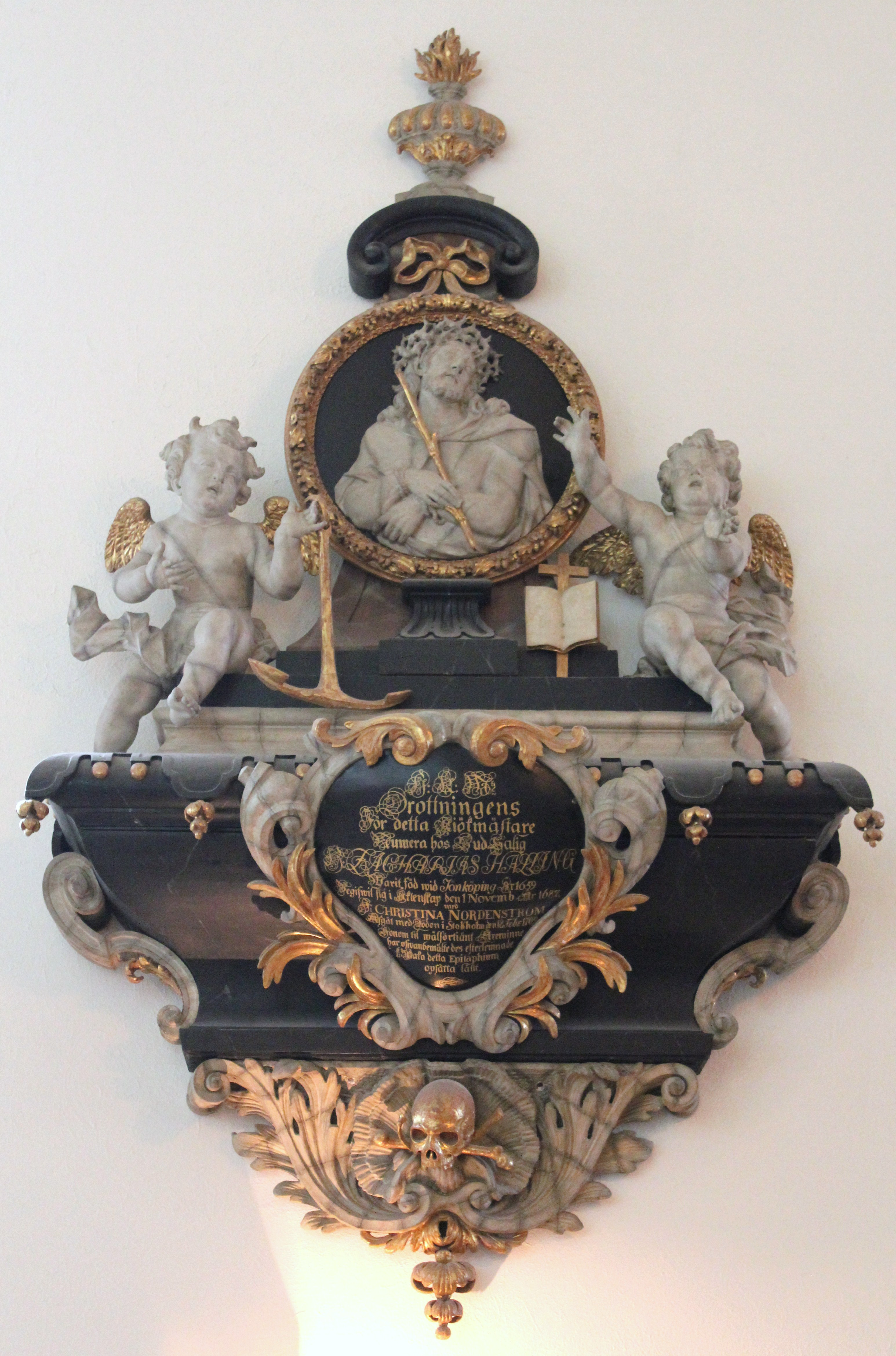
Épitaphe de Zacharias Halling.